# Кордебалет

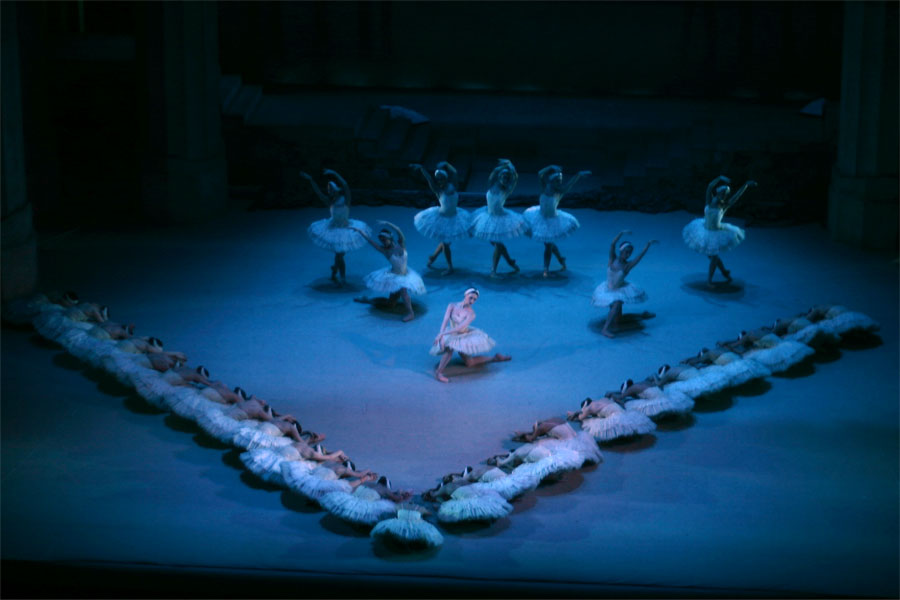
У цій сцені з балету Лебедине озеро кордебалет утворює фігуру у формі букви V, спрямованої в бік рампи, і звертає увагу глядача до солістки, яка знаходиться в центрі. Танцюристи на задньому плані також є частиною кордебалету і утворюють свого роду фон.

Кордебалет (фр. corps de ballet) — ансамбль танцюристів і танцюристок, які виконують масові танцювальні номери в балеті, опері, опереті, мюзиклі.
За своєю функцією кордебалет подібний до хору в опері. Солюючий артист, що веде танець, називається корифей, навколо нього і групується кордебалет. Мистецтво кордебалету вимагає граничної групової злагодженості та влучності рухів.
В балеті існує поняття «глухий кордебалет»: в переносному значенні це означає «відсунути виконавця на другий план, на другорядні ролі».